# Kronologija Domovinskog rata: rujan 1989.

### 1. rujna
- Hrvatska javnost ogorčena intervjuom akademika Dobrice Ćosića talijanskom Il Tempu, u kojem je izjavio da je Istru Tito okupirao i dao Hrvatskoj.[1]

### 13. rujna
- U povodu sve češćih napadaja na državnost i teritorijalni integritet Hrvatske, Predsjedništvo Društva književnika Hrvatske osudilo agresivne istupe iz Udruženje književnika Srbije, a zatraženo i obnavljanje Matice hrvatske i Prosvjete.[2]

### 14. rujna
- Protestna večer Udruženja književnika Srbije Knin i Kninska krajina protekla u znaku osuda hapšenja i suđenja Jovana Opačića, jer je postupak suprotan pravnoj državi, u kojem sud zloupotrebljava jedna nedemokratske i nesocijalističke politika.[2]

### 27. rujna
- Skupština SR Slovenije usvojila amandmane na Ustav SR Slovenije, čime je slovenski Ustav radikalno izmijenjen, jer je učvršćen republički suverenitet.[3]

### 29. rujna
- Sabor SR Hrvatske u svojim zaključcima i stavovima odbacio sve napade na SR Hrvatske iz pojedinih sredina s optužbama o tzv. genocidnom biću hrvatskog naroda, ugrožavanju prava Srba u Hrvatskoj i njihovoj tobožnjoj asimilaciji, traženju autonomne pokrajine Srba u Hrvatskoj, koje naročito eskaliraju u posljednje vrijeme, što izaziva ogorčenje radnih ljudi i građana u Republici.[3]
- U Srbiji, Vojvodini, na Kosovu, i u Crnoj Gori organizirani protestni mitinzi protiv Slovenije i slovenskog rukovodstva, zbog usvajanja spornih ustavnih amandmana koji jačaju slovensku državnost.[3]